# Tatjana Walerjewna Sneschina
Tatjana Walerjewna Sneschina (russisch Татьяна Валерьевна Снежина; * 14. Mai 1972; † 21. August 1995) war eine russische Dichterin und Singer-Songwriterin. Ihr ursprünglicher Familienname ist Petschonkina (russisch Печёнкина). Sie schrieb mehr als 200 Lieder, die von ihr selbst und – nach ihrem Tod – von vielen bekannten russischen Künstlern aufgeführt wurden.

## Frühen Lebensjahren
Sneschina wurde am 14. Mai 1972 in Woroschylowgrad geboren. Ihr Vater war ein militärischer Offizier. Ihre Mutter war Technologin in der Fabrik. Kurz nach ihrer Geburt zog die Familie nach Petropawlowsk-Kamtschatski, wo Sneschina die Schule Nr. 4 besuchte und an einer örtlichen Musikschule zu studieren begann. 1981 zog die Familie nach Moskau. In dieser Zeit begann sie, selbst geschriebene Lieder aufzuführen. 1992 zog die Familie nach Nowosibirsk. Sneschina schrieb sich am Staatliches Medizinisches Institut Nowosibirsk ein.

## Professionelle Gesangskarriere
1993 nahm sie das Pseudonym Sneschina an und begann mit der Arbeit an ihrem ersten Album Вспомни со мной (Deutsch: Erinnere dich mit mir), das 21 von Sneschina geschriebene Songs enthielt. 1994 trat sie erstmals auf einer Bühne des Moskauer Staatlichen Estrada-Theaters auf. Sie war das Thema des Berichts im Radio Rossii.
Sie traf Sergei Bugajow, Musikproduzent und Leiter eines Tonstudios, und er wurde ihr Produzent. Bald begannen sie eine Affäre. Sie wollten am 13. September 1995 heiraten.

## Tod
Tatjana Sneschina und Sergei Bugajow starben am 21. August 1995 bei einem Straßenverkehrsunfall am 106. Kilometer der Autobahn R256 im Bezirk Tscherepanowski in der Oblast Nowosibirsk.
Zunächst wurde sie auf dem Friedhof Sajelzowskoje in Nowosibirsk beigesetzt, später aber auf dem Friedhof Trojekurowo in Moskau umgebettet.

## Nach dem Tod
1997 spielte Alla Pugatschowa beim Slawjanski Basar Festival in Wizebsk das Lied Позови меня с собой (zu Deutsch etwa: Nimm mich mit), und es wurde ein Hit. Im Jahr 2015 belegte der Text dieses Liedes den 23. Platz in den Top-100 der berühmtesten russischen Gedichte der Geschichte.
Ende der 1990er – Anfang der 2000er Jahre wurden die von Tatjana Sneschina geschriebenen Lieder von vielen berühmten Künstlern aufgeführt, darunter Iossif Kobson, Kristina Orbakaite, Lolita Miljawskaja, Michail Schufutinski, Lada Dens, Lew Leschtschenko, Alisa Mon, Tatjana Bulanowa usw.

## Vermächtnis

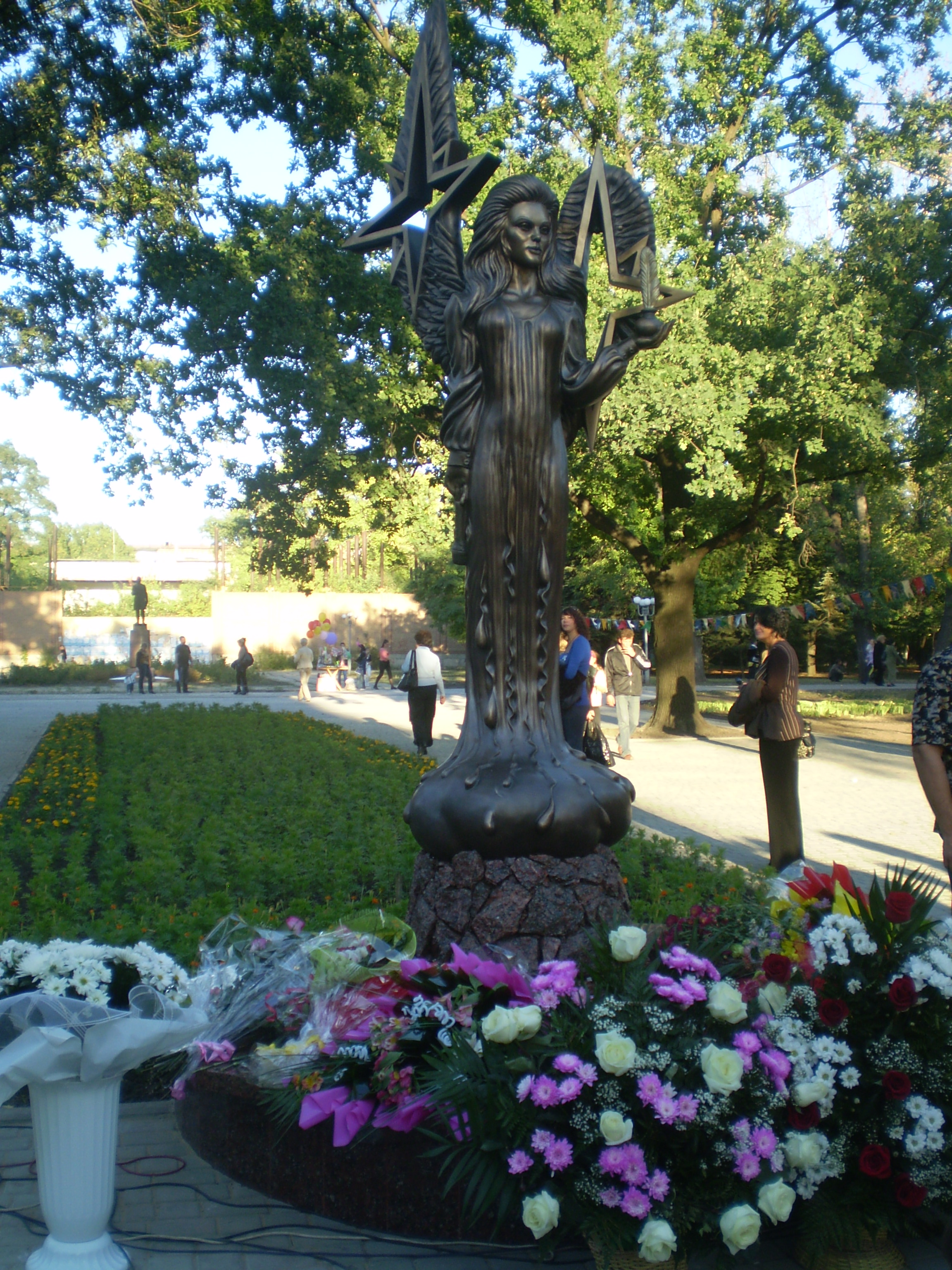
Das Denkmal für Tatjana Sneschina in Luhansk

- 1998 wurde einer der Gipfel des Altaigebirges (44° 58' 30.313" N; 79° 19' 55.247" E) nach Tatjana Sneschina benannt.
- Seit 2008 veranstaltet Nowosibirsk einen jährlichen Fernsehwettbewerb für junge Lieddarsteller „Ordynka“, der dem Gedenken an Tatjana Sneschina und Sergei Bugajow gewidmet ist.[4][5]
- 2010 wurde in Luhansk das Bronzedenkmal für Tatjana Sneschina eröffnet.[6]
- 2011 wurde eine der Straßen in Nowosibirsk nach Tatjana Sneschina benannt.[7]
- 2013 wurde in Nowosibirsk das Denkmal für Tatjana Sneschina eröffnet.[8]